# Jenipapo de Minas
Jenipapo de Minas é um município brasileiro do estado de Minas Gerais. Faz parte do Circuito Turístico das Pedras Preciosas. De acordo com o censo realizado em 2022 sua população era de 6.100 habitantes.

## História
O município de Jenipapo de Minas foi emancipado em 22 de dezembro de 1995, por força da Lei Nº 12.030.

## Geografia
Encontra-se numa região de caatinga com faixas de cerrado e está cercado por uma cadeia de pequenas montanhas das quais se destacam: o monte Alegre e Tamanduá sua flora é constituída de arvores não perenes de tronco grosso e retorcidos as principais espécies encontradas são o: ipê amarelo, ipê  o roxo, o pequizeiro, o jenipapeiro (que dá nome a cidade) entre uma série de outras sua fauna é constituída de animais típicos tanto da caatinga quanto do cerrado como o tatu, veado campeiro, tamanduás, jacarés, emas, canários, jaguatiricas e outros.

### Hidrografia
Cortado pelo rio Setúbal de porte pequeno que vem a desembocar no rio Araçuaí e posteriormente no rio Jequitinhonha
O Rio Setúbal, teve no ano de 2010, inaugurada sua barragem no município de Jenipapo de Minas com o Presidente da República Luiz Inácio Lula da Silva que relembrou a importância da obra para a perenização do rio e também do processo que desencadeou na construção da mesma. O presidente creditou a barragem não somente aos recursos vindos da união e do estado mas principalmente a duas mulheres,  Terezinha Vaz Lisboa e Lucia Batista, que fizeram por essa barragem uma campanha que se iniciou no ano de 1991.

### Rodovias
- MG-114

## Administração
- Prefeito: Carlos José de Jesus Sena
- Vice-prefeito: José Celson Leite
- Presidente da câmara: Stênio Batista Guedes